# Juno Stover-Irwin
Juno Stover-Irwin, née le 22 novembre 1928 à Los Angeles et morte le 2 juillet 2011 à Union City (Californie), est une plongeuse américaine.

## Palmarès

### Jeux olympiques
- Helsinki 1952
  -  Médaille de bronze en plateforme 10 mètres
- Melbourne 1956
  -  Médaille d'argent en plateforme 10 mètres[1].